# Édouard Finn
 (décembre 2011).
Pour les articles homonymes, voir Finn (homonymie).
Édouard Finn, né le 20 juillet 1938 à Bruxelles, en Belgique, d’un père juif russophone originaire de Lituanie et d’une mère suisse-allemande, est un psychothérapeute belgo-canadien. Il a fusionné diverses approches de la psychothérapie et fut un des tout premiers pionniers en Europe francophone de l’hypnose ericksonienne et de la programmation neuro-linguistique. Converti au bouddhisme en 1993, il a aussi fait une place importante à la spiritualité dans sa pratique.

## Biographie
D’abord licencié en chimie de l’Université libre de Bruxelles (1960), Édouard Finn paye ses études en chantant à la guitare notamment au « Coup de Lune » où il se lie avec Jacques Brel. Sa licence et son agrégation en poche, il abandonne ses études au niveau du doctorat et en 1964, se lance avec son épouse dans la coopération au Burundi à titre d’enseignant.
À 29 ans, il est nommé Inspecteur de l’Enseignement des Sciences pour toutes les écoles secondaires du Burundi.
En 1969, il rejoint l’Université de Berkeley d’où il sort nanti d’un diplôme de Science Teaching Supervisor.
En 1970, il émigre au Canada pour rejoindre sa deuxième épouse. Il enseigne alors la chimie au CÉGEP de Maisonneuve à Montréal pendant dix ans.
C’est en 1975, à la faveur d’un drame personnel, que naît son intérêt pour la psychothérapie. Édouard Finn va alors se former à des pratiques multiples de développement de la personne au cours de séminaires, de sessions, de cours et de stages intensifs aux États-Unis, En Europe et au Québec, suivant les tendances psychothérapeutiques nouvellement écloses, ainsi qu’au cours de nombreux voyages en Extrême-Orient.
Il s’est successivement formé à la Gestalt-thérapie, à l’approche Néo-reichienne, à la Bioénergie, à la psychologie transpersonnelle, à l’Hypnose Ericksonnienne et à la Programmation Neurolinguistique. De ces deux dernières approches, il deviendra d'ailleurs un maître et un des tout premiers pionniers en Europe francophone.
Après deux ans de pratique à Montréal, il retourne à Bruxelles en 1982 où il se fera rapidement une importante clientèle privée pendant 14 années au cours desquelles il sera un formateur recherché. Il participe aussi à plusieurs émissions de radio et de télévision. Dès la fin de 1991, il se lance pour une brève période de temps dans les séminaires d’entreprise surtout en France (Volkswagen, Alcatel, Elliott International, etc.)
Il faut aussi noter les nombreux voyages d’Édouard Finn, notamment en Extrême-Orient :  il fera en tout 22 voyages en Thaïlande, 14 aux Philippines, 6 en Indonésie, 6 à Singapour, 3 à Hong Kong, 2 en Birmanie, 2 au Vietnam, 2 en Malaisie, ainsi que des séjours au Laos, au Cambodge, à Taiwan et à Macao.
Édouard Finn s’est aussi converti au bouddhisme en 1993 (dans la tradition du Theravada) recevant le nom de Dhammika au Vat Kemamaram de Molenbeek, à Bruxelles, sous l'autorité du Somdet Bour Kry, un moine cambodgien de grand renom.
Il développe une synthèse de toutes les approches thérapeutiques auxquelles il a été formé en usant de son savoir technique en même temps que d’une empathie naturelle et d’une sensibilité «bouddhiste» à la réalité « illusoire » des problèmes humains. Il se voudra praticien des approches stratégiques de courte durée en psychothérapie par opposition à la psychanalyse qui prône la libre association et dure de longues années.
Sans jamais renier la rigueur et l’apport de sa formation scientifique, Il se servira aussi des tarots et des rituels « chamaniques ». Les tarots, par exemple, ne seront pas utilisés dans un but divinatoire, mais pour faire avec certains de ses patients une «lecture psychologique» faite de calibration et d’écoute du patient, suivie d’une formulation par le patient de son problème et de sa solution. Il a de même inauguré une utilisation des arcanes du tarot comme outil profectif dans une vision jungienne du moi[Quoi ?].
Revenu à Montréal, au Canada, depuis 1996, Édouard Finn se consacre surtout à l’écriture. Auteur d’une douzaine d’ouvrages, il a collaboré au Québec au défunt « Guide Ressources » un magazine nouvel âge.

## Sources & Bibliographie
- Tarot, Gestalt & Énergie Ed. de Mortagne (Montréal 1980)
- Stratégies de Communication vol. 1 Ed. de Mortagne (Montréal 1989)
- Le Tarot Arc-en-Ciel Ed. Rainbow Awakener (Bruxelles 1993)
- L'Escalier de la Grande Déesse Ed. de Mortagne (Montréal 1994)
- Stratégies de Communication vol. 2 Ed. de Mortagne (Montréal 1995)
- Hypnose Clinique et Chamanique Ed. Louise Courteau éditrice (2001)
- Les Chakras et le Corps Subtil. Ed. Quebecor (Montréal 2003)
- Le Bouddhisme : Questions et réponses Ed. Quebecor (Montréal 2003)
- Donner un Sens à sa Vie.-  Ed. Quebecor (Montréal 2004)
- Le Cri de la Licorne. Code initiatique du Moyen Âge – Ed. Vox Populi (Montréal 2006)
- Finir de souffrir – Un art de l’éveil. Ed. Quebecor (Montréal 2011)
- Les anges dans la communication. Ed. Quebecor (Montréal 2011)